# توشيكي سوزوكي
توشيكي سوزوكي (باليابانية: 鈴木 寿毅) (22 أكتوبر 1986 في إيباراكي في اليابان – )؛ هو لاعب كرة قدم سابق كان يلعب كمدافع.

## وصلات خارجية
- توشيكي سوزوكي على موقع Soccerway.com (الإنجليزية)